# Municipio de New Surprise Valley
El municipio de New Surprise Valley (en inglés: New Surprise Valley Township) es un municipio ubicado en el condado de Mellette en el estado estadounidense de Dakota del Sur. En el año 2010 tenía una población de 4 habitantes y una densidad poblacional de 0,04 personas por km².

## Geografía
El municipio de New Surprise Valley se encuentra ubicado en las coordenadas 43°31′52″N 100°58′28″O / 43.53111, -100.97444. Según la Oficina del Censo de los Estados Unidos, el municipio tiene una superficie total de 92.39 km², de la cual 92,21 km² corresponden a tierra firme y (0,19 %) 0,18 km² es agua.

## Demografía
Según el censo de 2010, había 4 personas residiendo en el municipio de New Surprise Valley. La densidad de población era de 0,04 hab./km². De los 4 habitantes, el municipio de New Surprise Valley estaba compuesto por el 100 % blancos. Del total de la población el 0 % eran hispanos o latinos de cualquier raza.